# 항NMDA 수용체 뇌염
항NMDA 수용체 뇌염(영어: Anti-NMDA receptor encephalitis)은 항체로 인해 발생하는 뇌염의 일종이다. 초기 증상으로는 발열, 두통, 피로감 등이 있다. 그 다음에는 일반적으로 정신증이 뒤다르는데, 이러한 정신증은 잘못된 믿음(망상)과 다른 사람들이 보거나 듣지 못하는 것을 보거나 듣는 것(환각)을 특징으로 한다. 사람들은 종종 불안해하거나 혼란스러워하기도 한다. 시간이 지남에 따라 발작, 호흡저하, 자율신경실조증이 일반적으로 발생한다. 어떤 경우에는 환자에게 긴장증이 생길 수 있다.

## 같이 보기
- NADA
- NMDA 수용체
- 뇌염
- 염증